# USS Illinois (BB-7)
«Іллінойс» (англ. USS Illinois (BB-7) — американський пре-дредноут, головний у своєму типі та другий корабель військово-морських сил США, названий на честь штату Іллінойс.
«Іллінойс» був закладений 10 лютого 1897 року на верфі компанії Newport News Shipbuilding & Dry Dock Company у Ньюпорт-Ньюсі. 4 жовтня 1898 року він був спущений на воду, а 16 вересня 1901 року увійшов до складу ВМС США.
З 1902 по 1903 рік «Іллінойс» служив у складі Європейської ескадри та надалі у Північноатлантичному флоті до 1907 року, який до того часу був перейменований на Атлантичний флот. З грудня 1907 року до лютого 1909 року він здійснив навколосвітню подорож з Великим Білим флотом. З листопада 1912 року корабель використовувався як навчальний корабель.
У 1919 році його позичили штату Нью-Йорк для використання в ролі навчального судна для морської поліції міста Нью-Йорк. У 1924 році корабель був перетворений на плавуче збройове сховище за результатами підписання США Вашингтонського морського договору, і служив у цій якості протягом наступних тридцяти років. У січні 1941 року його було перекваліфіковано в IX-15 і перейменовано в «Штат прерія», а ім'я передали новому лінкору типу «Айова». В кінцевому підсумку «Штат прерія» був проданий на злам у 1956 році.

## Історія служби
Після введення корабля в експлуатацію корабель пройшов початкову підготовку, по завершенню якої у січні 1902 року повернувся в Ньюпорт-Ньюс. Нетривалий час, з 15 по 28 лютого, був флагманом контрадмірала Роблі Д. Еванса; в цей період брав участь у прийомі прусського принца Генріха, брата німецького кайзера.
30 квітня 1902 року під прапором контрадмірала А.Крауншилда «Іллінойс», вирушив до Європи. 18 травня прибув до Неаполя, де Крауншилд прийняв командування європейською ескадрою. «Іллінойс» брав участь у навчальних тренуваннях та урочистих обов'язках у європейських водах протягом наступних двох місяців. 14 липня він сів на мілину біля Осло. Пре-дредноут довелося відправити до Британії на ремонт, який проводився в Чатемі.
10 січня 1903 року «Іллінойс» був перепризначений до складу Північноатлантичного флоту, де перебував наступні чотири роки. Броненосець займався заходами бойової підготовки та різними урочистими заходами. За цей період він потрапив у дві аварії з іншими броненосцями Північноатлантичного флоту. Перший стався 30 березня 1903 року, коли він зіткнувся з «Міссурі». Друге зіткнення сталося 31 липня 1906 року з однотипним кораблем «Алабама».

Карта маршруту Великого Білого флоту (державні кордони на карті 2009 року).

Найбільш значущою подією у проходженні служби «Іллінойса» був похід «Великого Білого флоту», за підтримки суден забезпечення, який за наказом Президента США Т. Рузвельта у 1907 році здійснив навколосвітню подорож, продемонструвавши усьому світові зрослу міць та силу американського флоту. 17 грудня флот, до якого входили майже усі американські лінійні кораблі того часу, виплив з Гемптон-Роудс і здійснив перехід на південь до Карибського басейну, а потім до Південної Америки, зупиняючись у Порт-оф-Спейн, Ріо-де-Жанейро, Пунта-Аренас та Вальпараїсо серед інших міст. Після прибуття до західного узбережжя Мексики в березні 1908 року флот провів три тижні, тренуючись у бойових стрільбах корабельної артилерії.
Потім флот відновив подорож уздовж Тихоокеанського узбережжя Америки, зупинившись у Сан-Франциско та Сіетлі, а потім перетнувши Тихий океан до Австралії, по дорозі зупинившись на Гаваях. Зупинки в південній частині Тихого океану включали Мельбурн, Сідней та Окленд.
Після Австралії флот повернув на північ до Філіппін, зупинившись у Манілі, а потім продовжив рух до Японії, де в Йокогамі відбулася церемонія привітання. У листопаді в Субік-Бей на Філіппінах протягом трьох тижнів проходили морські навчання. 6 грудня американські кораблі пройшли Сінгапур і увійшли в Індійський океан. В Коломбо флот поповнив запаси вугілля, перш ніж вирушити до Суецького каналу і знову поповнив вугіллям свої льохи в Порт-Саїді. Перебуваючи там, американський флот отримав повідомлення про землетрус у Сицилії. «Іллінойс», лінкор «Коннектикут» та судно постачання «Калгоа» були направлені на допомогу постраждалим. Флот відвідав кілька середземноморських портів, перш ніж зупинитися в Гібралтарі, де міжнародний флот британських, російських, французьких та голландських військових кораблів привітав американців. Потім кораблі перетнули Атлантику, щоб повернутися на Гемптон-Роудс 22 лютого 1909 року, подолавши 46 729 морських миль (86 542 км). Там Теодор Рузвельт провів військово-морський огляд свого флоту.
4 серпня 1909 року «Іллінойс» був виведений з експлуатації в Бостоні й доправлений на серйозну модернізацію. Наступні три роки він провів на службі на флоті, а 16 квітня 1912 року знову виведений з бойового складу флоту, куди повернувся 2 листопада для великих навчальних маневрів з Атлантичним флотом. «Іллінойс» здійснив навчальні походи в Європу разом з мічманами з Військово-морської академії США в середині 1913 і 1914 рр.
23 жовтня 1921 року його позичили Нью-Йоркській морській міліції для навчання. У 1924 році його переобладнали на плавуче збройове сховище за результатами підписання США Вашингтонського морського договору. У січні 1941 року його було перекваліфіковано в IX-15 і перейменовано в «Штат прерія», а ім'я передали новому лінкору типу «Айова». В кінцевому підсумку «Штат прерія» був проданий на злам компанії Bethlehem Steel Company 18 травня 1956 року.